# Moon Safari
| Оценки критиков               | Оценки критиков |
| Источник                      | Оценка          |
| ----------------------------- | --------------- |
| AllMusic                      | [ 2 ]           |
| Encyclopedia of Popular Music | [ 11 ]          |
| Entertainment Weekly          | A−              |
| The Guardian                  | [ 13 ]          |
| NME                           | 8/10            |
| Pitchfork                     | 7.9/10          |
| Rolling Stone                 | [ 16 ]          |
| The Rolling Stone Album Guide | [ 17 ]          |
| Spin                          | 7/10            |
| The Village Voice             | A−              |

Moon Safari (с англ. — «Лунное сафари») — дебютный студийный альбом французского электронного дуэта Air, выпущенный 16 января 1998 года на лейбле Virgin Records. К 10-летию записи было выпущено переиздание альбома, которое включало книгу в твёрдом переплёте, документальный фильм о дуэте и дополнительный компакт-диск с концертными выступлениями и ремиксами.
Moon Safari получил признание критиков и остается самым известным релизом Air. Альбому приписывают создание музыкальной сцены для зарождающегося стиля даунтемпо. По состоянию на февраль 2012 года в США было продано 386 000 копий альбома.

## Отзывы критиков
Альбом получил высокие оценки от музыкальной прессы. Так, обозреватель NME, Джон Малви, похвалил Air за «чувствительное, но цепкое понимание мелодии, непринуждённый нрав и безрассудное обращение с вокодером, который демонстрирует, что они не боятся звучать как электронный ELO», а также отметил сходство дуэта с Garbage на треке «Sexy Boy» и Бет Ортон в песне «All I Need». Итан Смит из Entertainment Weekly счёл, что, хотя материал пластинки местами чересчур похож на творчество группы Everything but the Girl, Air приправили всё это приятной примесью галльской иронии. В свою очередь рецензент портала Pitchfork Брент Дикрескенцо отметил, что эта музыка «идеальный фон для минималисткого архитектурного дизайна, занятий сексом под деревом в подсолнечном поле, ожидания в очереди на аттракцион „Space Mountain“, потягивания джина во время полёта в 747-м (в районе 1974 года) и просмотра шведских индустриальных документальных фильмов 1960-х годов», добавив, что хотя альбом «слишком дерзкий» для повседневного прослушивания, тем не менее он очень романтичный.
Роб Шеффилд из Rolling Stone написал более сдержанную рецензию, похвалив стилистический диапазон альбома и инструментальные песни, тем не менее назвав его музыку «чрезмерным оммажем», в ретроспективном обзоре журнала, опубликованном в альманахе The Rolling Stone Album Guide, пластинка получила 4,5 звезды из 5. В свою очередь, корреспондент Spin Джефф Саламон посетовал, что, хотя пафос альбома «ободряет», его музыка лишена иронии.

### Награды
Moon Safari был признан лучшим альбомом года по версии журналов The Face и Select. Помимо этого, он попал в Top-10 аналогичных списков следующих изданий: Spin, Melody Maker, NME и Mojo. По данным портала Acclaimed Music Moon Safari занимает 139-е место в рейтинге самых рекомендуемых альбомов всех времён, что является самым высоким местом среди релизов Air и французских альбомов в целом. Редакция Rolling Stone поместила пластинку на 93-е место в списке «Лучших альбомов 1990-х», а французское издание журнала — на 65-е в списке «100 величайших французских рок-альбомов». В ретроспективном обзоре Джон Буш из «AllMusic отметил, что Moon Safari «передаёт эмоциональную силу великолепной танцевальной музыки, даже когда раздвигает барьеры того, как может или должна звучать „электроника“», подчеркнув что альбом «доказал, что Air могут писать лёгкие поп-песни, такие как „Sexy Boy“ и „Kelly Watch the Stars“, наравне с успешными экспериментами с менее поп-ориентированным материалом». В 2000 году Moon Safari занял 68-е место в списке 1000 лучших альбомов всех времён» по мнению музыковеда Колина Ларкина.
В эссе для альманаха «1001 Albums You Must Hear Before You Die» публицист Джейк Кеннеди писал: «В конечном счёте „Moon Safari“ представляет собой замечательно человечный альбом, в котором эмоциями, любовью и тоской наполнены все десять треков. Возможно, „All I Need“ — лёгкая отсылка на прошлое французского шансона, однако в целом Air были дуэтом, устремлённым в будущее».

## Список композиций
Вся музыка написана Жан-Бенуа Дункелем и Николя Годэном, за исключением отмеченных.
| №   | Название                                              | Английский вариант                  | Длительность |
| --- | ----------------------------------------------------- | ----------------------------------- | ------------ |
| 1.  | «La femme d'argent»                                   | «The Silver Woman»/«The Money Girl» | 7:08         |
| 2.  | «Sexy Boy»                                            |                                     | 4:57         |
| 3.  | «All I Need» (слова: Бет Хирш)                        |                                     | 4:28         |
| 4.  | «Kelly Watch the Stars»                               |                                     | 3:44         |
| 5.  | «Talisman»                                            |                                     | 4:16         |
| 6.  | «Remember» (музыка: Жан-Жак Перри, Дункель, Годэн)    |                                     | 2:34         |
| 7.  | «You Make It Easy» (слова: Хирш)                      |                                     | 4:00         |
| 8.  | «Ce matin là» (музыка: Дункель, Годэн, Патрик Вудкок) | «That Morning»                      | 3:38         |
| 9.  | «New Star in the Sky (Chanson pour Solal)»            | «Song for Solal»                    | 5:38         |
| 10. | «Le voyage de Pénélope»                               | «Penelope's Voyage»                 | 3:10         |

### 10th anniversary special edition (14 April 2008)
| №   | Название                                                                              | Английский вариант       | Длительность |
| --- | ------------------------------------------------------------------------------------- | ------------------------ | ------------ |
| 1.  | «Remember» (D. Whitaker version)                                                      |                          | 2:25         |
| 2.  | «Kelly Watch the Stars» (live on the BBC, 1998)                                       |                          | 2:44         |
| 3.  | «J'ai dormi sous l'eau» (live on the BBC, 1998)                                       | «I Slept Under Water»    | 4:10         |
| 4.  | «Sexy Boy» (live on the BBC, 1998)                                                    |                          | 3:10         |
| 5.  | «Kelly Watch the Stars» (Moog Cookbook remix)                                         |                          | 5:40         |
| 6.  | «Trente millions d'amis» (музыка: fr, TV series theme song, live on KCRW radio, 1998) | «Thirty Million Friends» | 4:34         |
| 7.  | «You Make It Easy» (live on KCRW, 1998)                                               |                          | 4:45         |
| 8.  | «Bossa 96» (demo)                                                                     |                          | 4:44         |
| 9.  | «Kelly Watch the Stars» (demo)                                                        |                          | 3:46         |
| 10. | «Sexy Boy» (Sex Kino mix)                                                             |                          | 6:36         |

DVD
- Документальный фильм «Eating Sleeping Waiting & Playing» режиссёра Майка Миллса.
- Музыкальные клипы на песни «Sexy Boy», «Kelly Watch the Stars», «All I Need» и «Le soleil est près de moi» (из мини-альбома Premiers Symptômes[англ.]).
- Графика и раскадровки.

## Участники записи
Данные взяты из буклета альбома.

### Air
- Николя Годэн[англ.] — бас-гитара (треки 1–3, 5–10); тамбурин (треки 1, 2, 6); Minimoog (треки 1, 3, 6, 9, 10); бэк-вокал (треки 1, 8); хлопки в ладоши (треки 1, 4, 10); ведущий вокал, многоствольная флейта, соло на синтезаторе Moog (трек 2); Korg MS-20 (треки 2, 10); электрогитара (треки 2, 6, 8); ток-бокс (треки 2, 6, 9); акустическая гитара (треки 3, 7–9); орган, ударные, Solina String Ensemble[англ.] (трек 3); вокодер (треки 4, 6, 9); Moog Taurus[англ.], Casiotone[англ.] (трек 4); колокольчики (треки 4, 7); электрофортепиано Wurlitzer[англ.] (треки 5); драм-машина (треки 5, 7, 10); Roland String Ensemble (трек 6); перкуссия, Moog Wave, потирание руками (трек 7); губная гармоника, reverse ride (треки 7, 8); родес-пиано в припеве, шейкер (трек 8); фортепиано (трек 10)
- Жан-Бенуа Дункель[англ.] — родес-пиано (треки 1–7, 9, 10); Solina String Ensemble (все треки); орга́н (треки 1–3, 6, 7, 10); многоствольная флейта, соло на синтезаторе Moog (треки 1, 2, 4, 8); бэк-вокал (треки 1, 6, 8); Korg MS-20 (треки 1, 4–6, 9); хлопки в ладоши (треки 1, 4, 10); фортепиано (треки 1, 4, 7, 9); ведущий вокал (трек 2); электрофортепиано Wurlitzer (треки 3, 6); вступление на Korg MS-20 (трек 3); вокодер (треки 4, 6, 9); колокольчики (треки 4); клавинет[англ.] (треки 4, 8, 10); Minimoog (треки 4, 5); Casiotone, потирание рук (трек 7); родес-пиано в куплетах (трек 8); меллотрон (трек 9)

### Дополнительные музыканты
- Эрик Регерт — соло на орга́не (трек 1)
- Альф — хлопки в ладоши (трек 1)
- Кэролайн Л. — хлопки в ладоши (трек 1)
- Марлон — ударные (треки 2, 4, 5)
- Бет Хирш[англ.] — ведущий вокал (треки 3, 7); бэк-вокал (трек 7)
- Патрик Вудкок[англ.] — акустическая гитара (track 3); туба (трек 8)
- Дэвид Уайтакер[англ.] — аранжировки струнных, дирижирование (треки 5, 7, 8)
- Enfants Square Burcq — смех (трек 9)

### Технический персонал
- Жан-Бенуа Дункель — продюсирование, запись
- Николя Годэн — продюсирование, запись
- Стефан «Альф» Бриат — запись, микширование
- Джером Кернер — ассистент звукорежиссёра
- Питер Коббин — запись струнных (треки 5, 7, 8)
- Джером Блондель — микширование (ассистент)
- Нилеш Патель — мастеринг

### Дизайн обложки
- Майкл Миллс — дизайн
- The Directors Bureau — художественное оформление

## Чарты и сертификация
Еженедельные чарты
| Чарт (1998–99)                         | Высшая позиция |
| -------------------------------------- | -------------- |
| Австралия (ARIA)                       | 24             |
| Австрия (Ö3 Austria)                   | 20             |
| Бельгия/Фландрия (Ultratop)            | 48             |
| Нидерланды (Album Top 100)             | 27             |
| European Albums (Music & Media)        | 19             |
| Франция (SNEP)                         | 21             |
| Германия (Offizielle Top 100)          | 56             |
| Ирландия (IRMA)                        | 7              |
| Новая Зеландия (RMNZ)                  | 34             |
| Норвегия (VG-lista)                    | 13             |
| Шотландия (Scottish Albums Chart)      | 7              |
| Швеция (Sverigetopplistan)             | 52             |
| Швейцария (Schweizer Hitparade)        | 46             |
| Великобритания (UK Albums Chart)       | 6              |
| США (Billboard Top Heatseekers Albums) | 41             |

| Регион | Сертификация  | Продажи   |
| --- | ------------- | --------- |
| Австралия (ARIA) | Золотой       | 35 000^   |
| Бельгия (BEA) | Платиновый    | 50 000*   |
| Дания (IFPI Danmark) | 2× Платиновый | 40 000    |
| Франция (SNEP) | Золотой       | 100 000*  |
| Германия (BVMI) | Золотой       | 250 000^  |
| Нидерланды (NVPI) | Золотой       | 50 000^   |
| Швейцария (IFPI Switzerland)                                                                                             | Золотой       | 25 000^   |
| Великобритания (BPI) | 2× Платиновый | 600 000^  |
| США | —             | 386,000   |
| Итого |               |           |
| Worldwide | —             | 2,000,000 |
| * Данные о продажах приведены только на основе сертификации. ^ Данные о тиражах приведены только на основе сертификации. |               |           |